# بايرون لورانس
بايرون لورانس (بالإنجليزية: Byron Lawrence)‏ (12 مارس 1996 بكامبريدج في المملكة المتحدة - ) هو لاعب كرة قدم بريطاني في مركز الوسط. لعب مع إيبسويتش تاون وكولتشستر يونايتد وبيشوب ستورتفورد.

## وصلات خارجية
- بايرون لورانس على موقع قاعدة بيانات كرة القدم.إي يو (الإنجليزية)
- بايرون لورانس على موقع Soccerbase.com (لاعب) (الإنجليزية)
- بايرون لورانس على موقع Soccerway.com (الإنجليزية)